# زبانه خورشیدی

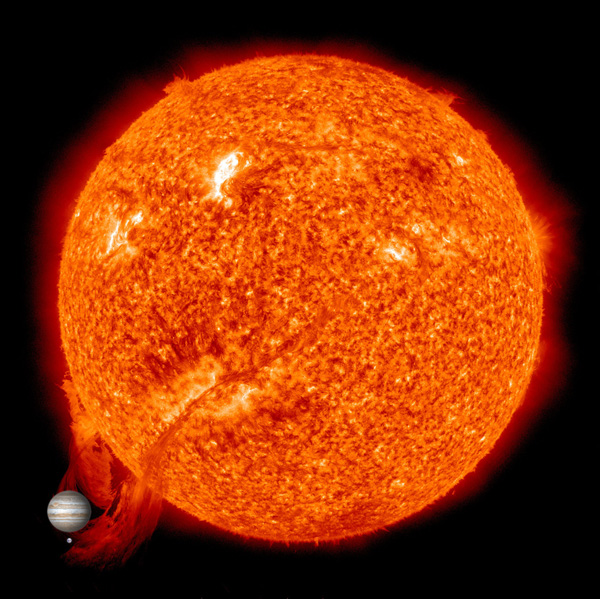
یک برجستگی خورشیدی، با تصاویری از مشتری و زمین برای مقایسه اندازه.

برجستگی خورشیدی یک ویژگی بزرگ، روشن و گازی است که از سطح خورشید بیرون می‌آید، غالباً به شکل حلقه‌ای است. برجستگی‌ها به سطح خورشید در عکس‌های فضا متصل شده و به بیرون تاج خورشیدی گسترش می‌یابد. در حالی که تاج از گازهای یونیزه شده بسیار داغ تشکیل شده‌است، به عنوان پلاسما نیز شناخته می‌شوند، که نور مرئی زیادی منتشر نمی‌کنند، برجستگی‌ها حاوی پلاسمای بسیار خنک‌تری هستند، که از نظر ترکیب با فام‌سپهر مشابه است. پلاسما برجستگی خورشیدی به‌طور معمول صد برابر درخشان تر و متراکم‌تر از پلاسمای کورون است.
برجستگی در مقاطع زمانی تقریباً یک روز شکل می‌گیرد و ممکن است چندین هفته یا ماه در تاج باقی بماند و صدها هزار مایل را در فضا حلقه کند. برخی برجستگی‌ها از هم می‌شکنند و ممکن است منجر به بیرون زدگی جرم تاجی شوند. دانشمندان در حال حاضر در حال تحقیق در مورد چگونگی و چرایی برجستگی‌ها هستند.
ماده حلقه‌دار درخشان پلاسما، گازی گرم است که از هیدروژن و هلیوم با بار الکتریکی تشکیل شده‌است. پلاسما برجستگی در امتداد یک ساختار پیچیده و پیچ خورده از میدان‌های مغناطیسی ایجاد شده توسط دینام داخلی خورشید جریان می‌یابد. برجستگی فوران هنگامی رخ می‌دهد که چنین ساختاری ناپایدار می‌شود و به بیرون می‌ریزد و پلاسما را آزاد می‌کند.
یک برجستگی شعاع خورشیدی معمولی در هزاران کیلومتر گسترده‌است. طولانی‌ترین رکورد بیش از ۸۰۰٬۰۰۰ کیلومتر (۵۰۰٬۰۰۰ مایل) تخمین زده شده‌است.

## تاریخچه
اولین توصیف دقیق از برجستگی خورشیدی در لورنس کدکس در قرن چهاردهم بود، و توصیف گرفتگی خورشیدی از ۱ مه ۱۱۸۵ است. آن‌ها به عنوان «زبانه‌های آتش مانند آتش زنده» توصیف شدند.

## برجستگی‌ها و رشته‌ها
وقتی برجستگی خورشیدی از دیدگاه دیگری مشاهده می‌شود به طوری که به جای فضای مقابل، در برابر دیسک خورشید قرار دارد، تاریک تر از پس زمینه است. در عوض این سازه، یک رشته خورشیدی نامیده می‌شود. این امکان وجود دارد که یک پیش نمایش هم یک رشته باشد و هم برجسته. برخی برجستگی‌ها به قدری قدرتمند هستند که ماده آنها را از خورشید به فضا پرتاب می‌کنند و سرعتی از ۶۰۰ کیلومتر در ثانیه تا بیش از ۱۰۰۰ کیلومتر در ثانیه دارند، سایر برجستگی‌ها حلقه‌های عظیمی یا ستون‌های قوسی از گازهای درخشان را بر روی لکه‌های آفتاب تشکیل می‌دهند که می‌توانند به ارتفاعات صدها هزار کیلومتر برسند. برجستگی ممکن است برای چند روز یا حتی برای چند ماه ادامه یابد.

## فیلم‌ها
- کلیپ ویدیویی برجسته خورشیدی.
- گرفتگی به دنبال آن ، برجستگی غیر عادی و تاریک غیرمعمول.
- در ۲۳ سپتامبر ۲۰۱۲ خورشید انفجار بزرگی از پلاسما را به شکل برجسته منتشر کرد.
- در ۱۶ سپتامبر ۲۰۱۲ خورشید از یک برجستگی زیبایی برخوردار بود که به آرامی در طی چند ساعت پیچ خورده و از بین می‌رود.
- در روز پایانی سال ۲۰۱۲ ، خورشید برجستگی پیچیده زیبایی را به نمایش گذاشت که حدود سه ساعت به بالای تاج بلند شد.
- در تاریخ ۳۰ سپتامبر ۲۰۱۴ ، چندین رصدخانه ناسا شاهد ظهور رشته بودند ، اما به جای فوران از خورشید ، این رشته فرو ریخت.

## نگارخانه

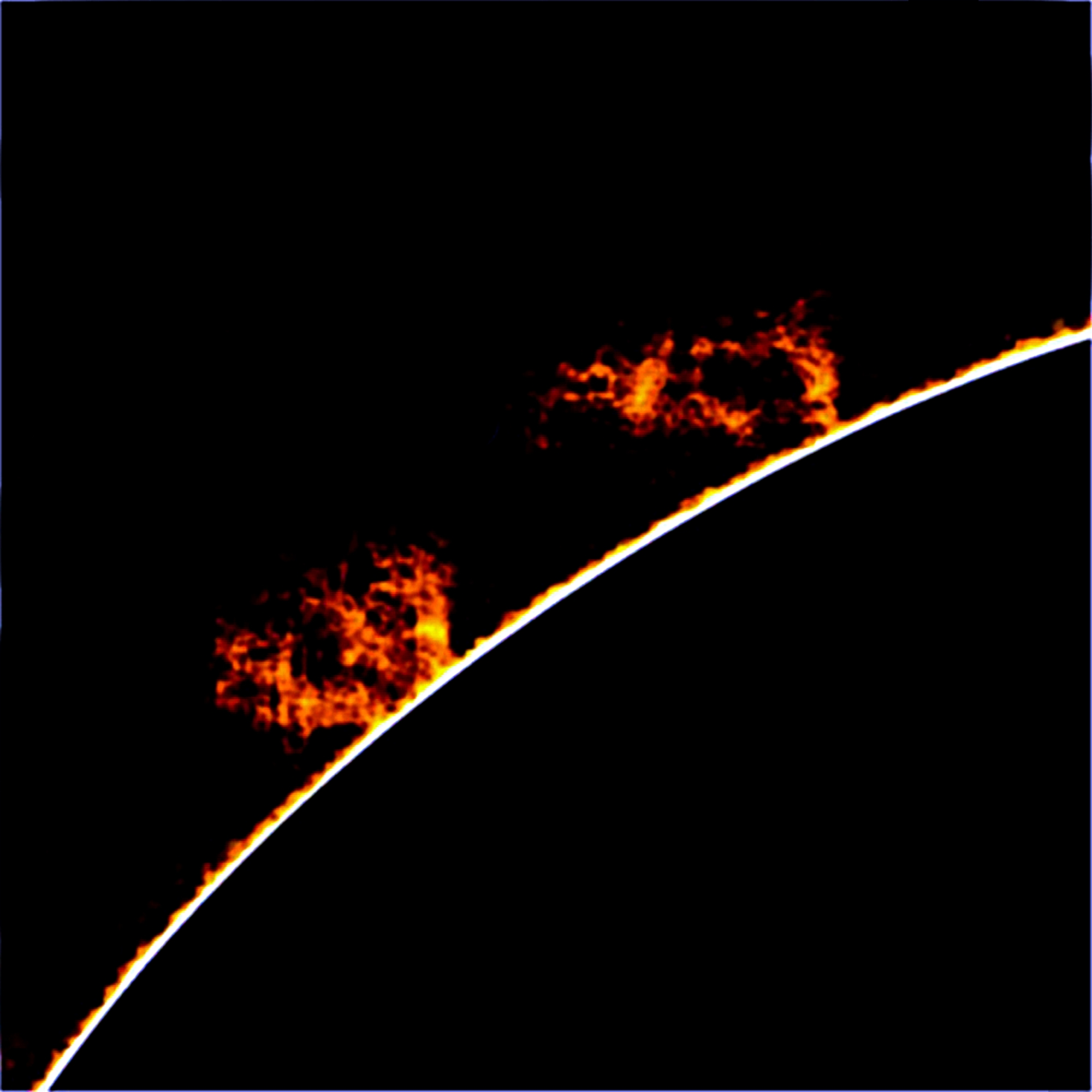
برجستگی خورشیدی
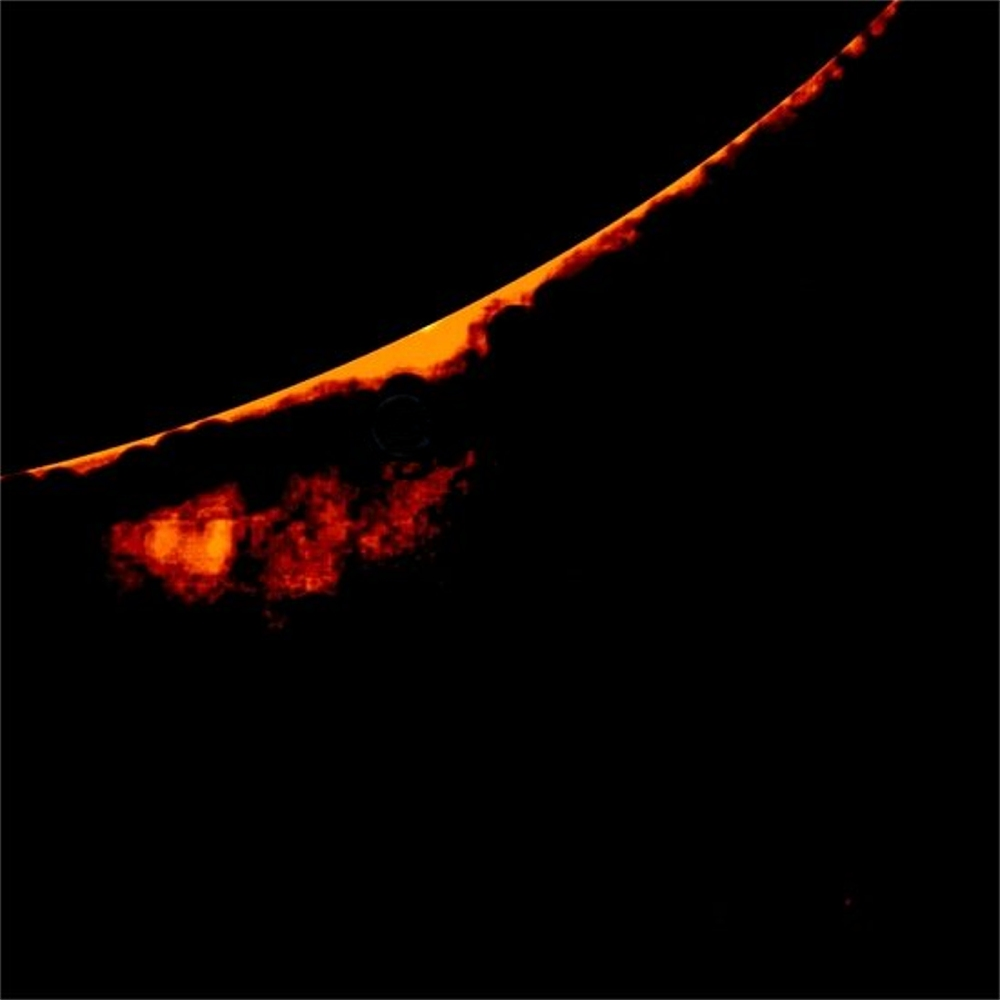
برجستگی خورشیدی جدا شده
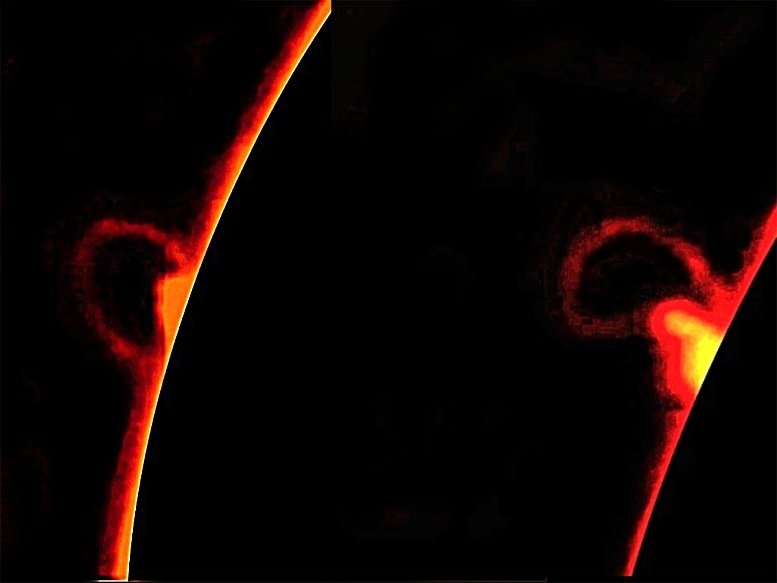
شعله‌ور شدن اندام و برجستگی پس از آن
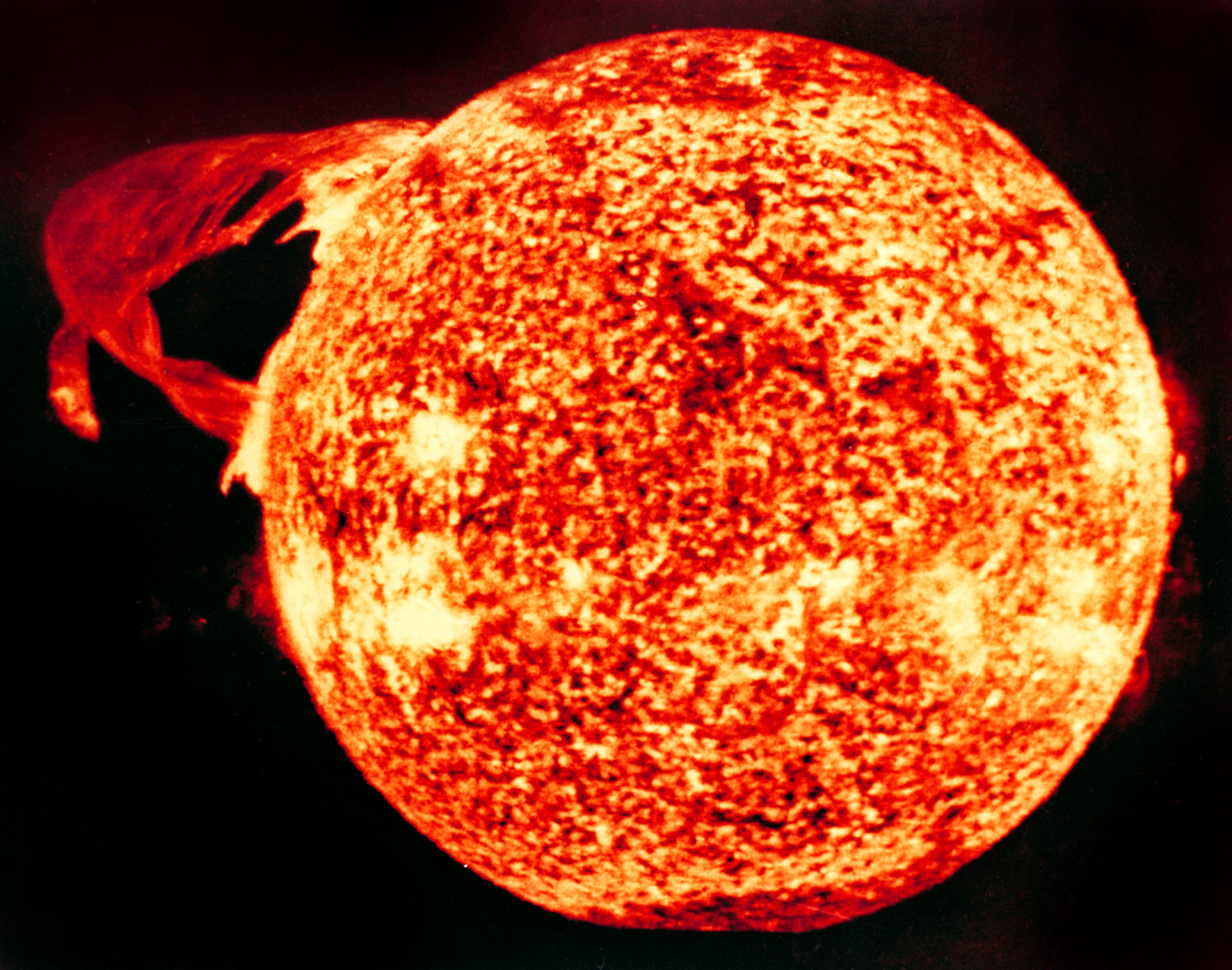
برجستگی عمده فوران ( اسکای لاب ۱۹۷۳)
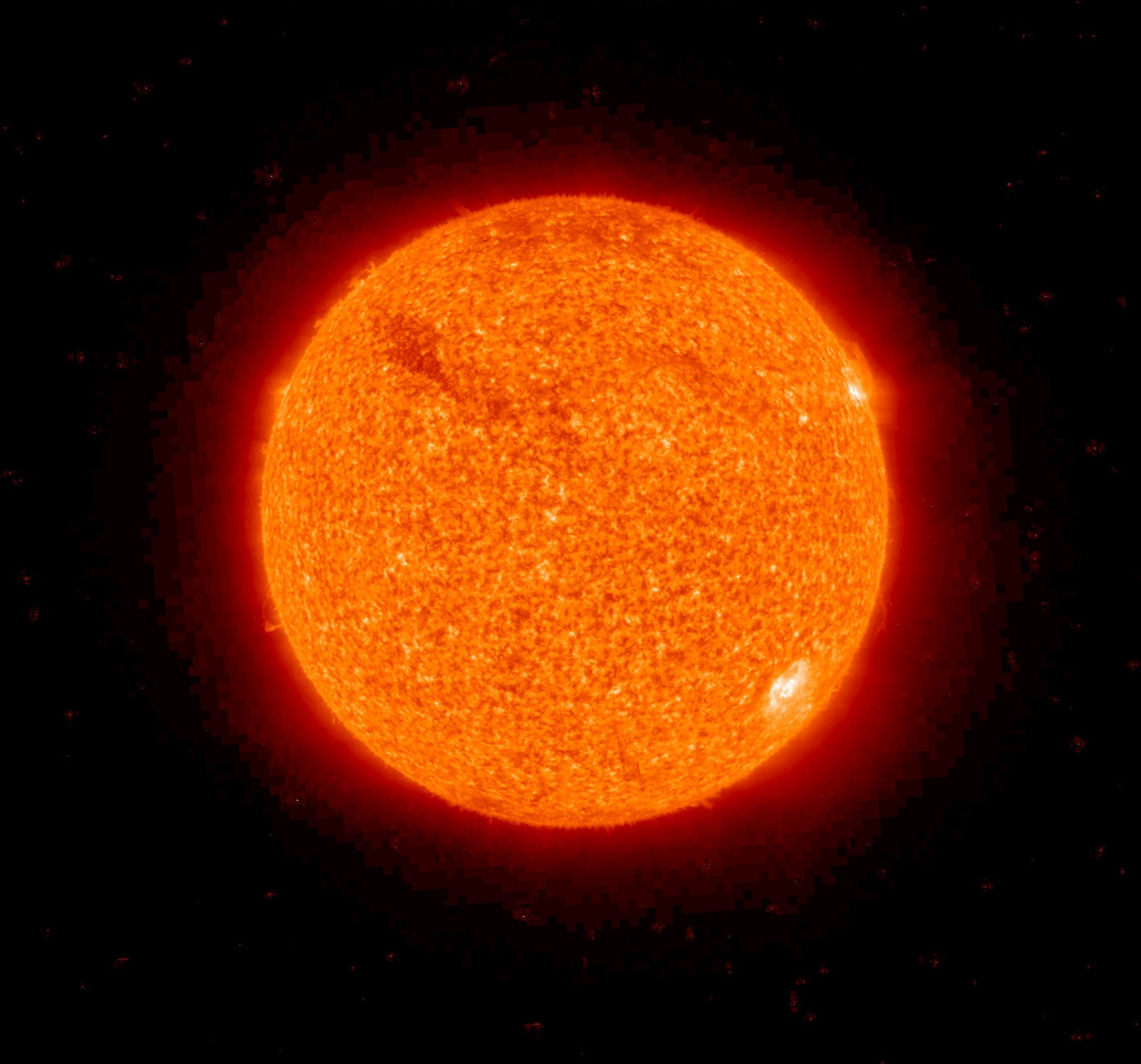
برجستگی خورشیدی استریو در پشت
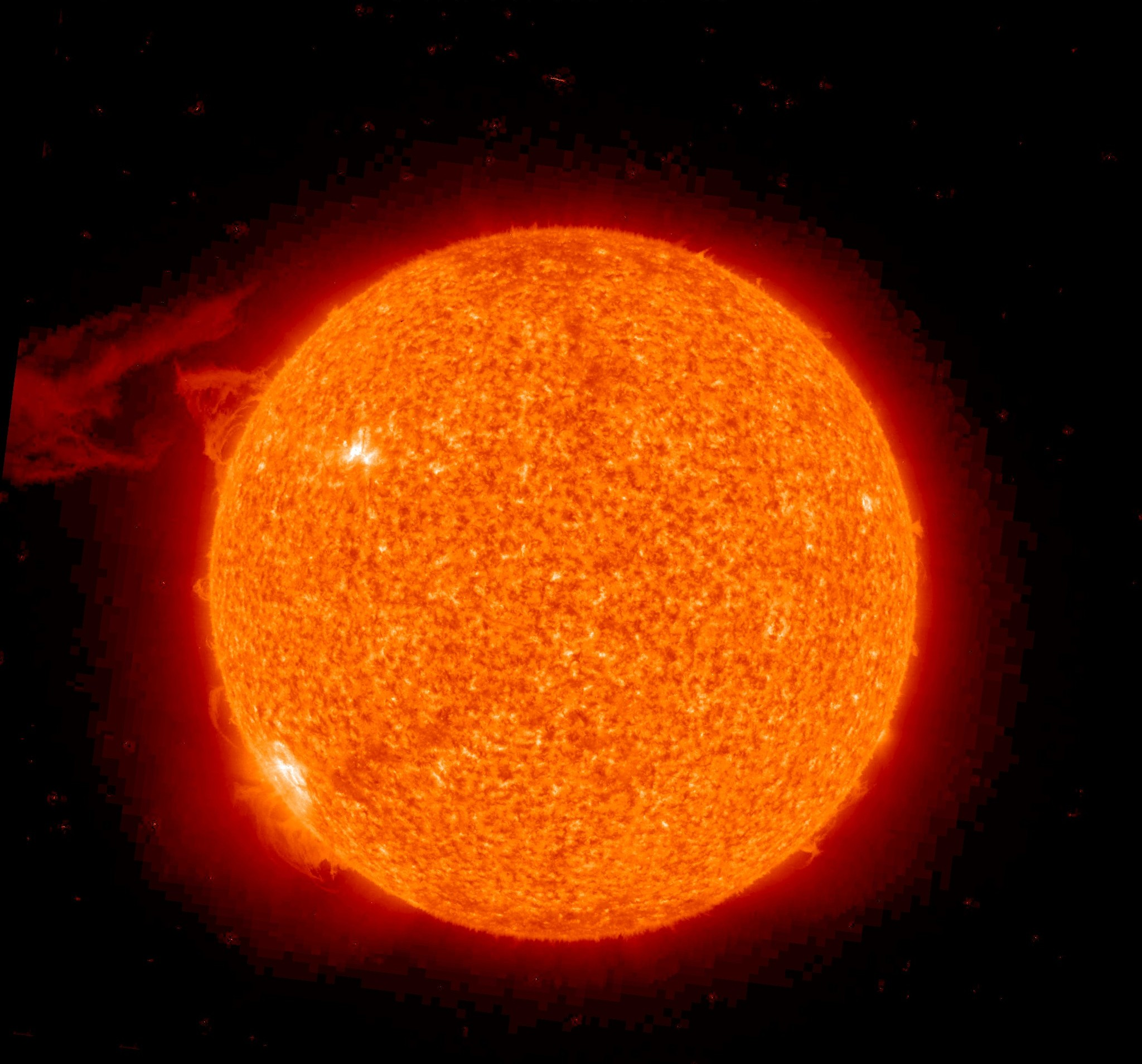
برجستگی خورشیدی استریو جلوتر
برجستگی خورشیدی (به رنگ قرمز) در حین گرفتگی خورشیدی در اطراف لبه خورشید قابل مشاهده است